# Sebastian Walda
Sebastian Walda (ur. 28 lipca 2000 w Tczewie) – polski koszykarz, występujący na pozycji niskiego skrzydłowego, obecnie zawodnik Polskiego Cukru Pszczółki Start Lublin.
11 czerwca 2021 został zawodnikiem Polskiego Cukru Pszczółki Start Lublin.

## Osiągnięcia
Stan na 20 lutego 2023, na podstawie, o ile nie zaznaczono inaczej.

### Drużynowe
Seniorskie
- Finalista Pucharu Polski (2022[5], 2023[6])

Młodzieżowe
- Mistrz Polski kadetów (2016)
- Wicemistrz Polski młodzików (2013)
- Brązowy medalista mistrzostw Polski kadetów (2015)

### Indywidualne
- MVP mistrzostw Polski kadetów (2016)
- Zaliczony do I składu mistrzostw Polski młodzików (2013)

### Reprezentacja
- Uczestnik mistrzostw Europy:
  - U–18 dywizji B (2018 – 12. miejsce)
  - U–16 (2016 – 15. miejsce)